# Opgezwolle
Opgezwolle est un groupe néerlandais de hip-hop, originaire de Zwolle, actif entre 2001 et 2007.

## Biographie
Le groupe est formé vers 1998 et sort son premier album Spitting on the Mic en 2001. Ils signent un contrat avec le label de nederhop TopNotch et, en 2002, ils forment un groupe avec DuvelDuvel, Opgeduveld, qui sort son deuxième album, Vloeistof, en 2003. Avec Jawat!, DuvelDuvel, Typhoon et Kubus, le groupe participe à la tournée Buitenwesten. Le troisième album Eigen Wereld sort en 2006, et est élu en 2016 « album hip-hop le plus dur des Pays-Bas » par les votants sur hiphopinjesmoel.nl.
Le groupe se sépare fin 2007, après quoi Sticks et Rico poursuivent leurs projets solo. En 2016, les deux rappeurs se réunissent pour présenter le concert #OpgezwolleTotNu au Heineken Music Hall. Le concert se vend en un rien de temps, après quoi une tournée a été organisée, et un coffret retraçant quinze ans de carrière est publié. 

## Discographie notable
- 2001 : Spuugdingen op de mic
- 2003 : Vloeistof/Brandstof
- 2006 : Eigen wereld
- 2007 : Fakkelteit
- 2016 : Spuugdingen op de mic

## Distinctions
3voor12 Song van het Jaar (morceau de l'année)
- 2003 : no 90 Tjappies en Mammies[6]
- 2005 : no 30 Zwarte Koffie (avec Jawat!)[7]
- 2006 : no 10 Hoedenplank[8]

Hiphop in je Smoel De Hardste
- 2016 : no 1 Eigen Wereld[9]